# Scaphosepalum martineae
Scaphosepalum martineae är en orkidéart som beskrevs av Carlyle August Luer. Scaphosepalum martineae ingår i släktet Scaphosepalum och familjen orkidéer.
Artens utbredningsområde är Peru. Inga underarter finns listade i Catalogue of Life.